# Zarzalejo
Zarzalejo er en by og kommune i det centrale Spanien i Madrid-regionen. Den har et indbyggertal på 1.874 (2024) indbyggere.